# پیر دریو لا روشل
پیِر دریو لا رُشِل (به فرانسوی: Pierre Drieu La Rochelle) نویسنده قرن نوزدهم میلادی اهل فرانسه است.

## آثار
- آتش سرکش. از روی این رمان فیلمی به کارگردانی لویی مال به نام آتش سرکش ساخت.[۱]